# 이기용
이기용(李埼鎔, 1889년 11월 1일 ~ 1961년 3월 4일)은 조선 후기의 종친으로 장조의 서자 은신군(恩信君)의 현손이며, 흥선대원왕의 백형(伯兄) 흥녕군 이창응의 손자이고, 계동궁(桂洞宮) 사손(嗣孫)이다. 일제강점기에 자작 작위를 받았고, 귀족원 의원을 지냈다. 입양 계통상 숙종의 서자 연령군의 6대손에 해당된다.
남연군의 차남 흥완군의 아들인 아버지 이재원이 자신의 백부 흥녕군 이정응의 사후양자가 되어 계동궁 사손이 되었다. 고종에게는 5촌 조카가 된다.

## 생애
조선 후기의 종친으로 본관은 전주, 휘는 기용(埼鎔)이다. 사도세자의 서자로 낙천군의 양자가 된 은신군(恩信君)의 현손이며, 흥선헌의대원왕의 백형(伯兄) 흥녕군 이창응의 손자이고, 고종과 흥친왕에게는 5촌 조카가 된다. 아버지는 흥선대원왕의 조카인 완림군 이재원이다. 아버지 이재원은 본래 남연군의 차남 흥완군 이정응의 아들이었지만, 남연군의 장남인 큰할아버지 흥녕군 이창응이 아들 없이 일찍 사망하였으므로 이창응의 사후양자가 되어 계동궁의 종주 자리를 획득하였다. 그러나 나이가 어려 군의 작위를 받지는 못하였다.
완림군 이재원의 아들로 1889년(고종 26) 11월 1일 한성부 북부(北部) 관광방(觀光坊) 계동(桂洞, 현 서울 종로구 계동 147번지) 계동궁에서 탄생하였다. 2세에 아버지를 여의었으나 계동궁의 사손으로, 풍족한 환경에서 성장하였다. 그의 증조부인 남연군이 본래는 인평대군의 후손이지만, 은신군의 양자로 들어가 직계 조상이 된 이유로, 장조의 능 참봉직에 1902년(광무 2) 임명된 바 있고, 1904년(광무 8) 1월 2일 종척집사(宗戚執事)에 임명되고, 같은 해 9품직에 임명되었다. 이해 11월 5일 다시 종척 집사(宗戚執事)에 임명되었다.
1905년(광무 9) 시강원의 시종관에도 임명되었고, 1906년(광무 10) 돈명의숙 정치전문부에 입학하여 1908년(융희 2년) 졸업하였다. 1907년에는 수학원(修學院) 초등부에 입학했고, 1908년(융희 2년)에는 돈명의숙을 졸업했으며, 1909년(융희 3년) 수학원 초등부를 졸업했다. 이후 수학원의 중등부로 진학하여 1910년(융희 4년)에 졸업했다만18세 이후 성년이 되었으나 봉작받지 못했다. 남연군궁의 봉사손인 그가 봉작받지 못한 원인은 알려진 것이 없다.
1910년(융희 4) 8월 27일 6품에서 정3품으로 가자되었다. 이해 10월 7일 한일 병합 조약 체결후 22세의 나이에 일본 정부로부터 자작(子爵)의 작위를 받았다. 이때 일본으로부터 거액의 푼전(매국공채)도 받았으나 빚에 몰려 파산한 바 있다.
1911년 7월 20일 엄귀비의 상중에 종척 집사(宗戚執事)의 한 사람에 임명되고, 1914년 10월 31일 영조(英祖)의 탄신일이라고 선원전(璿源殿)을 봉심(奉審) 하였고, 1915년 10월 21일 영조(英祖)의 탄신일을 맞아 선원전(璿源殿)을 봉심 하였다.
1915년 11월 3일 대례(大禮) 참례차 교토〔京都〕에 갔다 왔다. 1919년 1월 20일 고종의 병세가 위중해지자  이완용(李完鎔)과 함께 별입직(別入直)에 임명되어 입궐하였다. 1월 22일 종척 집사(宗戚執事)에 임명되고, 1926년 4월 26일 종척 집사(宗戚執事)에 임명되고, 이해 5월 10일 천릉시 종척 집사(宗戚執事)에 임명되었다.
1945년 2월 태평양 전쟁 말기에 조선인도 일본의 국회에 진출 할 수 있도록 법령이 개정되면서, 그해 4월 박상준, 윤치호, 박중양 등과 더불어 일본 제국의회의 상원인 귀족원 의원으로 뽑혔다.
1945년 8월 광복 후 박흥식, 이종형, 최린, 이승우, 이풍한에 이어 반민특위에 의해 1948년 1월 18일에 이성근과 같은 날 검거되었다. 3차례에 걸친 공판 끝에 징역 2년 6개월의 실형을 선고받았으며 재산의 절반을 몰수당했다. 1960년까지는 한일 병합 당시 작위를 받은 조선귀족으로는 유일하게 생존해 서울 서대문구에 살고 있었다. 의친왕의 일곱번째 서자 이형길을 양자로 들여서 대를 이어가고 있다.

### 사후
1960년대에 그의 생가이자 집인 계동궁이 철거되었다.
2002년 발표된 친일파 708인 명단과 2008년 공개된 민족문제연구소의 친일인명사전 수록예정자 명단에 모두 선정되었다. 2009년 친일반민족행위진상규명위원회가 발표한 친일반민족행위 705인 명단에도 포함되었다. 아들이 없었고 해방 후 친일파로 몰려 어려운 처지에 놓였으므로, 그는 이광 등 의친왕의 자녀들을 수양아들, 수양딸로 입양하고 그들에게 재산을 상속하였다.

## 가족 관계
- 아버지 : 완림군 이재원(完林君 李載元, 1831년 - 1891년 2월 19일)
- 어머니 : 정경부인 청송 심씨(貞敬夫人 靑松沈氏, 1831년 1월 7일 - 1877년 11월 17일), 심우영(沈愚永)의 딸, 효종의 부마 청평도위 심익현(靑平都尉 沈益顯)의 5대손, 영의정 심지원(沈之源)의 6대손, 내무독판·조선자작 민영휘의 이모, 아버지 완림군 이재원의 본처
  - 이복누나 : 전주 이씨
  - 이복자부 : 청송인 심상만(沈相萬) - 대사성 심희순(沈熙淳)의 아들, 증 비서승 심정우(沈正愚)의 손자, 대제학 영의정 심상규(沈象奎)의 증손, 대사성 · 장례원 소경 · 홍릉 제조 · 기로소 비서장
  - 이복누나 : 전주 이씨
  - 이복자부 : 조준호(趙駿鎬)
- 어머니 : 정경부인 수원 김씨(1859년 1월 15일 ~ ?), 감역 김기헌(金基憲)의 딸
  - 누나 : 전주 이씨
  - 자부 : 신일균(申一均)
- 부인 : 연안 김씨(1888년 5월 19일 ~ ?), 판서 김세기(金世基)의 딸
  - 양자 : 이광(李鑛, 1921년 - 1952년), 의친왕의 7남.
  - 양녀 : 이령(李玲, 1918년 - 1981년), 의친왕의 장녀
  - 양녀 : 이진(李珍, 1919년 - 2020년), 의친왕의 2녀.
  - 양녀 : 이찬(李瓚, 1920년 - 2009), 의친왕의 3녀.
  - 양녀 : 이숙(李琡, 1920년 - ?년), 의친왕의 4녀.
  - 양녀 : 이공(李釭, 1930년 - 현재), 의친왕의 5녀.